# Warning (Incubus)
Warning è un singolo del gruppo musicale statunitense Incubus, pubblicato nel 2001 ed estratto dall'album Morning View.

## Tracce
- Singolo USA - Promo

1. Warning (radio edit)
2. Warning (album version)

## Video
Il videoclip della canzone è stato diretto da Francis Lawrence e girato a Sydney (Australia).